# Miguel Ángel Pesce
Miguel Ángel Pesce (Ciudad de Buenos Aires, 20 de septiembre de 1962) es un economista argentino. Se desempeñó como presidente del Banco Central de la República Argentina (BCRA) entre el 10 de diciembre de 2019 y el 11 de diciembre de 2023.
Anteriormente ejerció como vicepresidente del BCRA desde el 24 de septiembre de 2004 hasta el 12 de diciembre de 2015. Durante ese período asumió interinamente la presidencia de la entidad en enero de 2010, tras la renuncia de Martín Redrado.
Políticamente está vinculado a la Unión Cívica Radical, y en 2010 estuvo dentro del grupo denominado radicales K, quienes apoyaban al kirchnerismo.  Mantuvo un vínculo político con el vicepresidente Julio Cobos durante la campaña electoral del año 2007.

## Trayectoria

### Formación y trayectoria académica
Pesce es licenciado en Economía por la Universidad de Buenos Aires y miembro de diversas asociaciones profesionales.
En el ámbito académico se desempeñó como profesor universitario en la cátedra de Análisis de Datos Económicos y en el Seminario sobre Economía de Gobierno, dictados en la Universidad de Buenos Aires. Es miembro de diversas asociaciones profesionales y conferencista internacional.
Publicó trabajos sobre temas económicos y presupuestarios y también fue redactor de diversos proyectos que se plasmaron como cláusulas constitucionales y leyes en el orden nacional, provincial y en la Ciudad de Buenos Aires.

### Comienzos en el ámbito público
Entre 1984 y 1989 fue asesor en la Cámara de Diputados de la Nación, colaborando en las comisiones de Presupuesto y Hacienda y de Finanzas. Además fue asesor en Presupuesto y Gestión Pública de la cámara entre 1984 y 1998. Fue el redactor de diversos proyectos que se plasmaron como cláusulas constitucionales y leyes en el orden nacional, provincial y de la ciudad de Buenos Aires. También fue coordinador de proyectos en el Ministerio de Salud y Acción Social entre 1989 y 1990.
Entre 1998 y 2001 fue Subsecretario de Gestión y Administración Financiera de la ciudad de Buenos Aires, durante las gestiones de Fernando de la Rúa, Enrique Olivera y Aníbal Ibarra. Durante el último tramo de la gestión de Ibarra (2001-2003) fue Secretario de Hacienda y Finanzas.
Entre 2003 y 2004 fue representante del Ministerio de Economía en el Banco Central de la República Argentina y presidente del Fondo Fiduciario para la Reconstrucción de Empresas.
En 2004 el gobierno nacional decidió la intervención de la provincia de Santiago del Estero, nombrando al exfiscal Pablo Lanusse como interventor. Lanusse designó a Pesce como ministro de Economía. Ese año asumió como Síndico General de la Nación.

### Vicepresidencia del Banco Central (2004-2015)
Fue vicepresidente del Banco Central de la República Argentina desde el 24 de septiembre de 2004 hasta el 12 de diciembre de 2015.
Asumió la presidencia de la entidad de manera interina tras la renuncia al Banco Central de Martín Redrado. Fue  presidente interino del BCRA de manera efectiva hasta el 3 de febrero de 2010, tras el dictamen de la Comisión Bicameral del Congreso Nacional. El Ejecutivo designó entonces a Mercedes Marcó del Pont como titular del BCRA, regresando Pesce a su cargo de vicepresidente.
En diciembre de 2015 renunció al cargo, tras la victoria de Mauricio Macri en las elecciones presidenciales.

### Director del Banco de Tierra del Fuego (2015-2019)
Luego de abandonar el BCRA asume como director del Banco de Tierra del Fuego. En dicho puesto lanzó el plan «Sacate un 10» y «Hogar 15» para los 36.000 usuarios (cerca del 20 % de la población provincial) que utilizan tarjetas de crédito Visa y Mastercard Fueguina, expedidas por el Banco de Tierra del Fuego (BTF).
Durante la conducción de Pesce, el Banco de Tierra del Fuego fue distinguido como el banco de mayor derivación de usuarios a homebanking y dispositivos móviles, gracias a su gestión incrementó en un 55% la cantidad de usuarios de la aplicación Link Celular, y esto significó un crecimiento del 73% en la cantidad de operaciones a través de este canal.

### Presidencia del Banco Central (desde 2019 hasta 2023)
En diciembre de 2019 fue designado presidente del Banco Central de la República Argentina por el presidente Alberto Fernández. La primera medida de su gestión fue reducir la tasa de referencia del 63 al 58% y, una semana después, del 58 al 55%. A partir de su designación llevó adelante una baja en las tasas de interés un viraje respecto a la política monetaria del gobierno anterior que había elevado las tasas a un máximo de 74,23 llegando a ser la más alta del mundo. Para el 31 de enero las tasas de interés habían bajado a 48 puntos e impulsado por lo datos de la baja en la inflación fue recortada hasta un 38 por ciento en 2021.
El 15 de septiembre de 2020, Pesce informó una serie de medidas destinadas a fortalecer las reservas internacionales, como el 30% de recargo del impuesto PAIS, que fue establecido durante el mes de diciembre de 2019, y una alícuota adicional del 35% a operaciones en divisas extranjeras a cuenta de los impuestos a las Ganancias y a los Bienes Personales. Por otro lado, endureció el control de la apertura de cuentas en dólares, haciendo que no se pueda abrir una cuenta si se cobraba un plan social, las compras en el exterior irían a cuenta de dólar ahorro y las empresas debían reestructurar sus deudas. Pesce explicó que las medidas tenían como objetivo «normalizar el mercado cambiario».
Durante su gestión, se utilizó como herramienta para administrar la escasez de dólares y para estimular sectores de la economía, la creación de diferentes tipos de cambio del dólar.
Unos de los aspectos más controvertidos de su administración,fue la administración de los pasivos remunerados, destacándose las Letras de Liquidez (LELIQ). Para septiembre de 2023, los pasivos remunerados representaban 22 billones de pesos, los cuales aumentaban a razón de 2 billones de pesos por mes, generando cada vez más deuda en el Banco Central. Pesce defendió la utilización de las Leliq argumentando que servían para canalizar los excedentes de liquidez y evitar que afecten negativamente a las tasas de interés, absorbiendo la diferencia entre la capacidad prestable y la demanda efectiva de crédito con las que contaban las entidades financieras.
Tras el aumento de la emisión monetaria generado por la pandemia de COVID-19, y bajo la acusación de Pesce al ministro de Economía, Martín Guzmán, de no encarar un plan de reducción del déficit fiscal y de tardar de cerrar un canje de la deuda, se generó una aceleración inflacionaria que alcanzó el 50,9% en 2021.Bajo este contexto, y en el marco de las negociaciones con el Fondo Monetario Internacional (FMI), el BCRA empezaría a partir de enero de 2022 una política de aumento de tasas de interés que no frenaría hasta el final de su mandato. Para diciembre de 2022 la tasa de interés alcanzaba el 75%, con una inflación de 94,8%.Finalmente, tras una inflación que no frenó y alcanzó el 211,4% anual, su gestión terminó con una tasa del 133%, la cual fue la tasa de interés más alta del mundo, superando a Zimbabue que tenía una tasa del 130%.
Tras el cambio de gobierno el 10 de diciembre de 2023, confirmó su renuncia un día después, convirtiéndose así en el único presidente del Banco Central que fue titular de la entidad durante todo un mandato presidencial.

## Causas penales

### Caso por venta de dólares a futuro
En 2016, el juez Claudio Bonadío lo procesó junto a Cristina Fernández de Kirchner y otros exfuncionarios por presunta defraudación en perjuicio del Estado, en el Caso por venta de dólares a futuro a raíz de una denuncia de legisladores de Cambiemos Elevada la causa original a juicio oral, y luego de cinco años, la Cámara Federal de Casación Penal dictó el sobreseimiento definitivo de todos los acusados por no existir delito, sin siquiera abrir el juicio. La causa ha sido puesta como ejemplo de guerra jurídica o lawfare, el uso de los mecanismos judiciales y mediáticos para realizar persecuciones por razones políticas.